# Iris (zoologia)
Iris (Saussure, 1869) è un genere di insetti mantoidei della famiglia Tarachodidae (in passato attribuito alla famiglia Mantidae).

## Tassonomia
Comprende le seguenti specie:
- Iris caeca Uvarov, 1931
- Iris deserti Uvarov, 1923
- Iris insolita Mistshenko, 1956
- Iris nana Uvarov, 1930
- Iris narzykulovi Lindt, 1961
- Iris oratoria Linnaeus, 1758
- Iris orientalis Wood-Mason, 1882
- Iris persa Uvarov, 1922
- Iris persiminima Otte, 2004
- Iris pitcheri Kaltenbach, 1982
- Iris polystictica Fischer-Waldheim, 1846
- Iris senegalensis Beier, 1931
- Iris splendida Uvarov, 1922
- Iris strigosa Stoll, 1813